# Gunga Din (film)
Gunga Din è un film del 1939 diretto e prodotto da George Stevens.
Film d'avventura, è ambientato nell'India coloniale e ha per protagonisti tre sergenti e Gunga Din, il portatore d'acqua. La sceneggiatura, rimaneggiata a più mani da numerosi interventi, si basa sul poema omonimo scritto nel 1892 da Rudyard Kipling e pubblicato in Barrack Room Ballads, traendo spunto anche dai suoi racconti Soldiers Three scritti negli ultimi anni dell'Ottocento e pubblicati tra il 1898 e il 1899.

## Trama

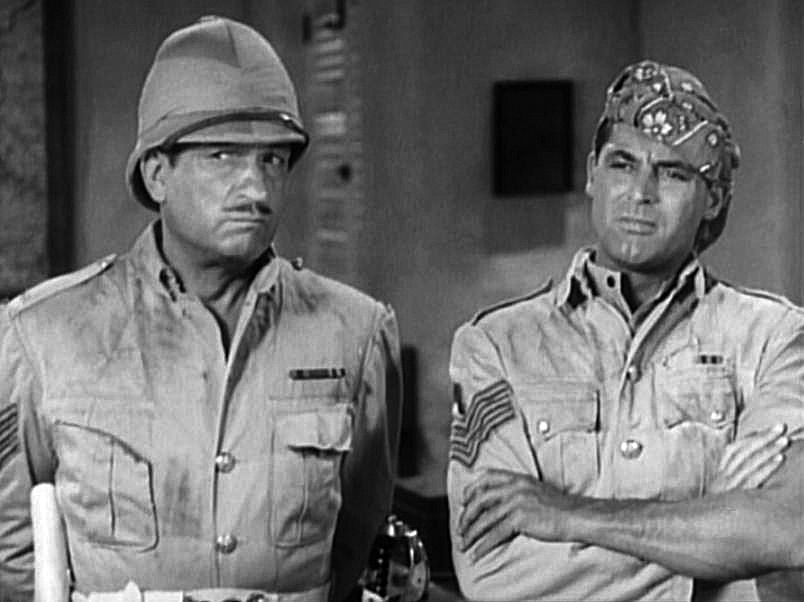
I sergenti MacChesney e Cutter (McLaglen e Grant)

In India, in un avamposto dell'esercito britannico, Gunga Din, il portatore d'acqua, sogna di diventare un soldato. Intanto il reggimento è messo in allarme dalla notizia che i fili del telegrafo sono stati tagliati. Cutter, MacChesney e Ballantine, tre sergenti molto amici tra di loro, vengono inviati a indagare. Scoprono che i responsabili sono gli appartenenti alla setta dei thug, fanatici assassini devoti alla dea Kalì.
Sfuggiti ai thug, i tre sergenti riescono a rientrare alla base. Ballantine annuncia allora che ha deciso di lasciare l'esercito per sposare Emmy, la sua fidanzata. I compagni, al sentire che diventerà un commerciante di tè, inorridiscono e cercano di farlo ritornare sulla sua decisione.
Preso dall'idea di scoprire un tesoro, Cutter si fa condurre da Gunga Din a un tempio che scoprono essere il luogo sacro dei thug. Gunga Din torna indietro a chiedere rinforzi ma MacChesney e Ballantine, convinti che l'amico sia tenuto prigioniero da alcuni sacerdoti, corrono in suo aiuto da soli, venendo così catturati anche loro.
Impotenti, guardano le truppe scozzesi che stanno per cadere nella trappola dei thug: a salvare i soldati sarà l'eroico sacrificio di Gunga Din che, imbracciata la tromba, suonerà l'allarme, esponendosi però in questo modo ai colpi dei nemici che lo abbatteranno. Vinta la battaglia, i soldati rientrano. Dopo l'annuncio che Ballantine non lascerà più l'esercito, il reggimento partecipa ai funerali solenni di Gunga Din che viene sepolto con gli onori militari e con il grado di caporale dell'esercito britannico.

## Produzione

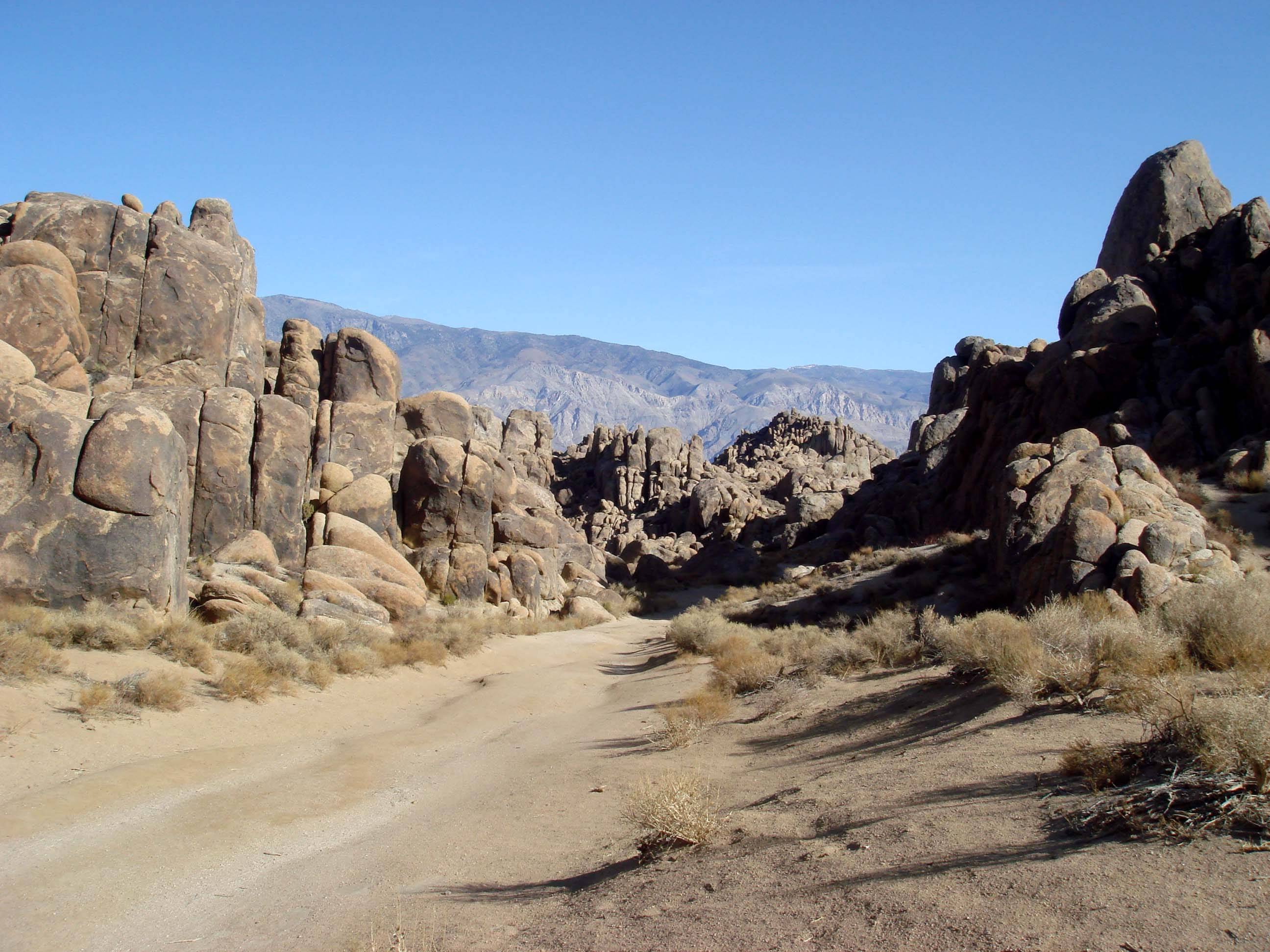
Un canyon sulle Alabama Hills, in California, è servito come location per l'ambientazione delle vicende di Gunga Din

Prodotto dalla RKO Radio Pictures, il film è interpretato da autentiche star di Hollywood, fra cui Cary Grant, Victor McLaglen, Douglas Fairbanks Jr., Joan Fontaine, Eduardo Ciannelli e, nel ruolo di Gunga Din, Sam Jaffe. Le riprese durarono dal 24 giugno al 19 ottobre 1938 e il direttore della fotografia Joseph H. August riuscì a trasformare i dintorni di Lone Pine, in California, nello scenario di un autentico set indiano.
La casa di produzione aveva pensato di girare il film già nel 1936, affidandone la regia ad Howard Hawks. In seguito, però, il progetto venne accantonato quando gli executive della RKO avevano deciso (durante le riprese di Susanna!) che Hawks sarebbe stato un regista troppo lento e troppo costoso per una pellicola del genere. Ad ereditare il progetto fu, così, George Stevens che, con stupore dei produttori, si dimostrò dispendioso nelle sue scelte e ancora più lento di quello che si era pensato potesse essere Hawks. Il film, alla fine, fu il più grande investimento fatto dalla RKO, venendo a costare 1.915.000 dollari.
Secondo il progetto originario, Grant avrebbe dovuto interpretare la parte di Ballantine che poi si decise di assegnare a Fairbanks. Fu Grant a voler invertire le parti e la produzione, dopo un breve ripensamento, decise di rivedere la distribuzione del cast, assegnandogli, così, il ruolo di Cutter.

## Distribuzione
Il copyright del film, richiesto dalla RKO Radio Pictures, Inc., fu registrato il 27 gennaio 1939 con il numero LP8625.
Distribuito dalla RKO Pictures, il film venne presentato in prima a Los Angeles il 24 gennaio, uscendo in seguito, il 17 febbraio, nelle sale cinematografiche statunitensi.
La versione originale del film dura 117 minuti, ma esistono anche delle copie tra i 95-98 minuti: a causa di obiezioni della famiglia Kipling, la RKO tolse dal montaggio alcune scene. In seguito, Howard Hughes, che possedeva una partecipazione nello studio, per ovviare a eventuali beghe legali, ne tagliò venticinque minuti.

### Riconoscimenti
Il direttore della fotografia Joseph H. August fu candidato all'Oscar alla migliore fotografia nella sezione film in bianco e nero ai premi Oscar 1940 (il premio fu poi assegnato a Gregg Toland per La voce nella tempesta).
Nel 1999, al film è stata riconosciuta la particolare valenza culturale tanto da essere scelto per essere conservato nel National Film Registry della Biblioteca del Congresso degli Stati Uniti.
Il film è disponibile anche in versione colorizzata.